# Victor Surdu
Raul-Victor Surdu-Soreanu, meglio conosciuto come Victor Surdu (Iași, 11 luglio 1947 – Bucarest, 7 aprile 2011) è stato un politico e agronomo rumeno.
Massimo esperto di agricoltura, fu ministro nel primo governo postrivoluzionario della Romania e fondatore del Partito Democratico Agrario di Romania (PDAR), grazie al quale fu membro della camera dei deputati dal 1990 al 1992. Dimessosi dal PDAR alla metà degli anni novanta, dopo una pausa dalla vita politica ritornò in parlamento nel 2008 tra le file del Partito Social Democratico (PSD).

## Formazione e carriera professionale
Cresciuto nel contesto della Romania comunista, nel 1970 conseguì la laurea in orticoltura all'Università agronomica Ion Ionescu de la Brad di Iași, presso la quale era stato presidente dell'associazione degli studenti. Negli anni settanta iniziò l'attività di ingegnere capo in diverse cooperative agricole statali nella zona della Moldavia: a Răducăneni tra il 1970 e il 1971 e a Grozești tra il 1971 e il 1980. Nel periodo tra il 1976 e il 1978 fu, inoltre, professore di agrotecnica presso il liceo agroindustriale di Răducăneni.
Nel giugno del 1975 alcune devastanti inondazioni colpirono la regione e Surdu lavorò al fianco di Ion Iliescu, all'epoca primo segretario del Partito Comunista Romeno nel distretto di Iași, per la gestione di un piano di prevenzione delle alluvioni.
Nel 1980 fu nominato direttore generale aggiunto della direzione generale dell'agricoltura di Iași e nel 1985 conseguì il dottorato in agricoltura.
Sebbene decorato per ben tre volte dal presidente Nicolae Ceaușescu con l'ordine della stella del lavoro, nel corso degli anni ottanta divenne un elemento sospetto alle onnipresenti autorità comuniste e tenuto sotto osservazione della securitate per due anni. Nel 1986, infatti, fu destituito dal suo incarico nel capoluogo, trasferito nella cooperativa agricola del villaggio di Schitu Duca e messo sotto inchiesta per l'introduzione di alcune innovazioni considerate contrarie all'ideologia statale. Rimase a Schitu Duca fino al 1989 quando, dopo lo scoppio della rivoluzione che mise fine alla dittatura di Ceaușescu, si trasferì a Bucarest per rivestire un ruolo nel quadro del nuovo governo e del ministero dell'agricoltura.
Dopo la rivoluzione, all'attività politica affiancò quella pedagogica e l'approfondimento della propria formazione. Tra il 1992 e il 1996 fu professore associato presso la facoltà di agricoltura dell'Università ecologica di Bucarest e, nel 1996, completò un corso di specializzazione del Collegio nazionale di difesa gestito dal Ministero della difesa nazionale. Nel 2000 tenne un ciclo di conferenze presso l'Università Bioterra di Bucarest.
Tra gli anni novanta e gli anni duemila, inoltre, fu amministratore o proprietario di diverse piccole e medie imprese operanti in svariati settori dall'agroalimentare, ai servizi, al commercio di veicoli (S.C. Grup Victoria Verus SRL, S.C. Romauto Import SRL, S.C. Euro Victoria Leasing IFN SA, S.C. Arte & Vino, Business Center Poligon Logistic București Est, Grup Auto Moto București Est). Tramite le proprie aziende fu tra gli importatori del marchio Lada in Romania.
Fiero sostenitore dell'ingresso nel mercato romeno del colosso petrolifero russo LUKoil, tra il 1997 e il 2000 ne fu anche vicepresidente per la filiale aperta in Romania. Si dimise dalla compagnia dopo il coinvolgimento in uno scandalo giudiziario che portò al suo rinvio a giudizio al tribunale di Bucarest.

## Carriera politica

### Partecipazione alla rivoluzione del 1989 e fondazione del PDAR
Trasferitosi a Bucarest nel 1989 per sostenere la causa della rivoluzione, fece parte dell'organo legislativo provvisorio, il Consiglio provvisorio di unità nazionale (CPUN), e fu indicato come ministro segretario di stato del ministero dell'agricoltura nel governo provvisorio presieduto da Petre Roman. Oltre a proporre numerose riforme nel campo agricolo, nella sua funzione istituzionale fu promotore di una legge (decreto 42/1990) che consentiva agli agricoltori di rientrare in possesso dei terreni confiscati e collettivizzati dallo stato durante i decenni di dittatura. Esaurì il proprio mandato ministeriale all'instaurazione del nuovo governo nel giugno 1990.
Con la legalizzazione dei partiti politici, nel gennaio 1990 fondò il Partito Democratico Agrario di Romania (PDAR), che si proponeva di introdurre sostanziali riforme nel settore agricolo. Il PDAR partecipò alle prime libere elezioni organizzate nel maggio del 1990, che consentirono al partito di entrare in parlamento con 9 deputati, tra i quali lo stesso Surdu, eletto nel distretto di Costanza. Fu membro della commissione per l'agricoltura, la silvicoltura, l'industria alimentare e i servizi per l'agricoltura e di quella per la protezione dell'ambiente. Nel 1992 il partito riuscì a portare in parlamento 5 senatori, ma nessun deputato.
Con il passare degli anni e con la stabilizzazione del nuovo sistema politico, tuttavia, il PDAR perse parte delle preferenze e, nel corso del 1996, Surdu annunciò il proprio addio alla presidenza. Dopo la sconfitta alle elezioni parlamentari del 1996, alle quali il PDAR non riuscì a raggiungere la soglia di sbarramento all'interno di una coalizione denominata Unione Nazionale di Centro (cui parteciparono anche Partito Umanista Romeno e Movimento Ecologista di Romania), decise di lasciare il partito, la cui guida passò a Mihai Berca.
Abbandonata ogni funzione in seno al PDAR, si ritirò temporaneamente dalla vita politica e si occupò dell'amministrazione delle proprie aziende. Nel 1997 fu nominato vicepresidente di LUKoil in Romania, dalla quale si dimise dopo aver ricevuto una notifica di rinvio a giudizio da parte della procura, con le accuse di falso e frode ai danni di un imprenditore, per le quali fu criticato da Berca.

### Ingresso nel PSD e ultimi anni
Sul finire degli anni novanta prese la decisione di tornare in politica, avvicinandosi al Partito Social Democratico Romeno (PSDR) di Alexandru Athanasiu. Il 27 gennaio 2000 entrò nel PSDR e ne fu il candidato a sindaco di Bucarest in occasione delle elezioni amministrative del giugno dello stesso anno. Surdu, tuttavia, deluso dalla scelta del partito di non stringere alleanze con altri gruppi per sostenere la propria candidatura, abbandonò il PSDR dopo le elezioni. Nel 2001, infine, si iscrisse al Partito Social Democratico (PSD), guidato dal primo ministro Adrian Năstase e dal presidente della repubblica Ion Iliescu.
Nel 2008, in occasione delle elezioni parlamentari in Romania del 2008, il PSD lo candidò alla camera dei deputati nel distretto di Neamț. Ottenuta l'elezione, fu membro e vicepresidente della commissione per l'agricoltura, la silvicoltura, l'industria alimentare e i servizi specifici.
In seguito all'addio al partito dei parlamentari Culiță Tărâță e Ioan Munteanu, nel marzo 2010 fu indicato come presidente ad interim della sezione distrettuale del PSD di Neamț, mantenendo l'incarico fino al 29 maggio dello stesso anno.
Colpito da una grave malattia, il 25 ottobre 2010 fu sottoposto ad un intervento chirurgico presso una clinica privata di Verona. Ricoverato nel febbraio del 2011 all'ospedale Sfântul Pantelimon di Bucarest, Surdu morì il 7 aprile 2011 a causa di un tumore al pancreas, all'età di 63 anni, e fu sepolto al cimitero del monastero di Ciorogârla, nei dintorni della capitale.
Il 5 settembre 2011 il suo posto in parlamento fu assunto da Adrian Rădulescu (PD-L), vincitore del turno elettorale straordinario del 21 agosto, organizzato per sostituirlo come rappresentante del rispettivo collegio uninominale.

## Aspetti controversi

### Rinvio a giudizio
Sul finire del 1997 l'ispettorato generale di polizia avviò un'indagine contro Surdu, allora vicepresidente di LUKoil. Le ricerche, che portarono al suo rinvio a giudizio, rivelarono che nel febbraio 1996 Surdu, in qualità di amministratore generale della Agroinvest Vic-Com SRL aveva concluso un contratto di vendita per la fornitura di 4.270 tonnellate di grano all'imprenditore Ilie Alexandru, proprietario della SC Hermes SRL di Slobozia, con la conferma che queste si trovassero nei depositi delle società Romcereal Dolj e Agromec Putineiu. Secondo la procura dell'Alta corte di cassazione e giustizia, tuttavia, il grano non sarebbe stato presente nei luoghi indicati e Surdu avrebbe fornito alla Hermes solamente 1.443 tonnellate, a fronte di un pagamento per l'intera quantità pattuita. Ciò avrebbe generato un pregiudizio di 7,5 miliardi di lei. Un altro filone dell'inchiesta riteneva Surdu colpevole di non aver proceduto al pagamento per l'acquisto di un'opera d'arte.
Visto lo scandalo, Surdu chiese alla LUKoil di sospenderlo temporaneamente dalla funzione di vicepresidente della società, in attesa di far luce sulla questione ed evitare riflessi sull'azienda. Surdu si difese affermando che le accuse non avevano fondamento e che erano manovrate da centri di potere in cerca di rivalsa nei suoi confronti dopo il suo addio alla politica del 1996. Entrando nel merito della questione delle accuse, dichiarò di non aver mai ingannato nessuno, di aver provveduto al rimborso della parte di grano non fornita già nel 1996 e che l'opera d'arte era stata riconsegnata al vecchio proprietario dopo aver scoperto che si trattava di un falso.

### Posizione debitoria
Nel 2007 una delle sue società ricevette un prestito di circa 700.000 euro ma, a causa dell'impossibilità di Surdu di far fronte al debito, nel 2010 la banca a ricorse al pignoramento e alla vendita all'asta di due immobili situati ad Afumați e Bucarest.

### Battaglia sull'eredità
Nel 2016 il fratello, l'imprenditore Gabriel Surdu, citò in giudizio la vedova di Victor, Angela Similea, per venire in possesso di una parte dell'eredità del familiare deceduto.

## Vita privata
Già sposato con Elena Surdu-Soreanu, con cui ebbe due figlie (Monica e Victorița), nel 1968 conobbe la cantante Angela Similea, con cui convolò a nozze il 9 febbraio 1999. Surdu fu il quarto marito della Similea.

## Pubblicazioni
Tra le varie pubblicazioni sui temi dell'agricoltura e dell'agronomia, fu autore o coautore dei seguenti volumi:
- (RO) Țărănimea - făurirea statului naţional unitar si modernizarea României, Bucarest, Editura Baricada, 1995.
- (RO) România al patrulea război mondial, Bucarest, Editura Carte interzisă, 1996.
- (RO) Economie Agrară, Bucarest, Editura Top Printing Publishing, 2001.
- (RO) Tehnologia Producerii Strugurilor, Bucarest, Editura Top Printing Publishing, 2001.
- (RO) Oenologie si Derivate, Bucarest, Editura Top Printing Publishing, 2001.
- (RO) Dicționar Poliglot de Avicultura, Bucarest, Editura Academiei Române, 2009.